# Nodosauridae

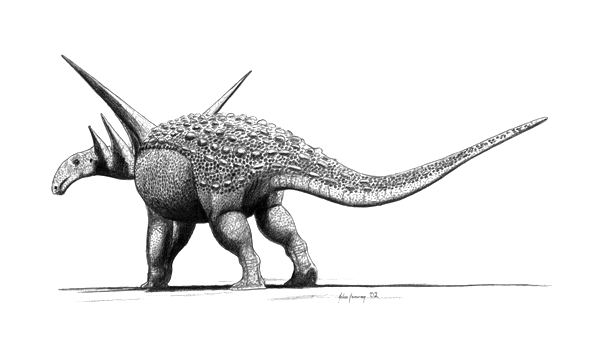
Sauropelta, een nodosauride

De Nodosauridae zijn een groep van plantenetende gepantserde dinosauriërs, behorende tot de Ankylosauria.
Een familie Nodosauridae werd in 1890 benoemd door Othniel Charles Marsh maar werd als begrip weinig gebruikt. Dat veranderde in 1978 door het werk van Walter Preston Coombs. Hij maakte een onderverdeling van de Ankylosauria in vormen met en zonder beenknuppel aan het eind van de staart: respectievelijk de Ankylosauridae en de Nodosauridae. Wellicht is het taxon Nodosauridae in deze traditionele zin parafyletisch: sommige "nodosauriërs" zijn dan in feite nauwer verwant aan ankylosauriërs dan aan andere "nodosauriërs". Het gebruik van dergelijke taxa wordt in de moderne paleontologie steeds meer vermeden.
De eerste definitie als klade was van Paul Sereno in 1998: Panoplosaurus en alle Ankylosauria nauwer verwant aan Panoplosaurus dan aan Ankylosaurus. In 2005 verbeterde Sereno deze definitie in: de groep bestaande uit Panoplosaurus mirus (Lambe 1919) en Nodosaurus textilis (Marsh 1889) en alle soorten nauwer verwant aan Panoplosaurus of Nodosaurus dan aan Ankylosaurus magniventris (Brown 1908). De verandering werd doorgevoerd om er zeker van te zijn dat Nodosaurus tot de groep zou behoren. Een klade is per definitie niet parafyletisch maar monofyletisch: alle soorten van de aftakking vallen eronder.
De groep bestaat uit vormen uit het Late Jura en het Krijt. Een bekend geslacht is de naamgever en typegenus van de familie, Nodosaurus. Een lijst van mogelijke geslachten is:
- Acanthopholis
- Animantarx
- Anoplosaurus
- Edmontonia
- Hungarosaurus
- Liaoningosaurus
- Niobrarasaurus
- Nodosaurus
- Panoplosaurus
- Pawpawsaurus
- Sarcolestes
- Sauropelta
- Silvisaurus
- Stegopelta
- Struthiosaurus
- Texasetes
- Zhejiangosaurus
- Zhongyuansaurus